# あすたむらんど徳島
あすたむらんど徳島（あすたむらんどとくしま）は、徳島県板野郡板野町にある、子ども向けの科学教育をテーマとした徳島県立の科学館及び公園である。正式名称は、徳島県立あすたむらんど。2001年7月1日にオープンした。管理・運営は指定管理者制度により、株式会社ネオビエントが行っている。

## 主な施設
施設の詳細や展示テーマの詳細は、公式サイトなどを参照。
子ども科学館
「科学技術と自然環境の調和」をテーマとし、「宇宙と地球」「生命と環境」「科学技術と人間」の3つのテーマに沿った展示や屋外展示がなされている。展示物は、直接触ったり操作を可能とするなどの工夫がなされている。ミュージアムショップも併設されている。
宇宙と地球
- ムーンウォーカー
- カミナリシアター
- ピンレリーフ
- 光のイリュージョン
- スポットシアター
- 光のスペクトル
- 重力と運動
- 月の満ち欠け
- フーコーの振り子
- 自転の証明
- 大気の力
- 対流
- 空気砲
- 浮いたり沈んだり
- スピンボール
- まさつすべり台
- パスカルの原理
- 加速度をきく
- ジャイロ
- 人力エレベーター
- エアバスケット
- 振り子のもよう
- 人力発電
- まわるたまご
- ジャンプリング
- 放電光
- 電気ゲームボックス
- 巨大磁石
- 磁石の力
- 音は波
- 音のレンズ
- 振動のもよう
- 水のダンス
- どっきりミラー
- 光のリレー
- 光のパレット
- 絵の具のペレット
- 残る影
- 偏光

生命と環境
- いのちの海
- からだの探検
- キッズタウン
- いろいろな足跡
- メッセージシアター
- 遺伝物語
- バイオ蘭
- たねの飛び方
- 親子あわせ
- 生き物たちのつながり
- 一本の木
- 骨のパズル
- どきどきマイハート
- サーモグラフィー
- 運動チェック　反応テスト
- 運動チェック　垂直跳び
- 運動チェック　つな引き
- 運動チェック 速さくらべ
- 運動チェック 立ち幅跳び
- 口と食べ物
- さわってみよう
- 真っ暗な部屋
- 空中スクリーン
- わき上がる雲
- ふしぎな絵
- アナモルフォーシス
- ペンローズの三角形
- リバースマスク
- ベンハムの円盤
- ななめの部屋
- 無限ミラー
- ういているカギ
- 立体映像
- 時間差の会話
- 魚っちんぐ
- くちからおしりまで
- 動物の目　(いぬ・さかな・こんちゅう)
- カマキリのボクシング
- バッタのジャンプ

科学技術と人間
- 体感シアター「アルファ21」
- パックんロボ
- サイエンスキッチン
- 時代の変遷
- あなたもアナウンサー
- パソコンで遊ぼう
- モバイルランド
- 仮想空間　未来のくに
- ソーラーパーク
- 超スローモーション
- センサーアスレチック　開け！ドア
- センサーアスレチック　抜き足さし足
- センサーアスレチック　ゆらゆら棒
- センサーアスレチック 赤外線バリアゲート
- センサーアスレチック　音をさがせ
- おもしろ素材 からだのスタンプ
- おもしろ素材 ふしぎな壁紙
- おもしろ素材 くもりのちはれ
- おもしろ素材　鳴らない鉄琴
- エアシュート

屋外展示
- ゴロゴロコースター
- あすたむの森（鳥の巣広場、クモの巣広場）
- ビオトープ
- 太陽光発電
- 徳島ウォーク
- ランドサット徳島
- 太陽系の惑星たち（水星、金星、地球、火星、木星、土星、天王星、海王星、冥王星）
- 地球年代記パス
- かげぼうし時計

プラネタリウム
ドーム直径は20m。また、投影機は「世界一の明るさ」を標榜している。
吉野川めぐり
屋外に設置されているウォータースライダー。鳴門の渦潮などの徳島の自然風景やタヌキをイメージしている。
四季彩館
万華鏡映像の上映を行う「カレイドシアター」などがある。
体験工房
工作教室などを行う施設。
冒険の国
水を用いた大規模な遊具などが約30種類設置されている。
探検の国
森をテーマとした施設群。遊歩道のほか遊具を設置した「わくわく原っぱ」などがある。
風車の丘
フランスにある博物館「バス・セーヌ エコミュゼ」にあるものをイメージして建設された風車を設置している。また、展望台からは吉野川を見ることができる。
くつろぎ館
売店およびレストランなどがある。
徳島木のおもちゃ美術館
2021年10月24日に開館。

## 利用情報
- 所在地 : 徳島県板野郡板野町那東字キビガ谷45-22
- 開園時間 : 9時30分から17時（7,8月は18時）まで。 ※四季彩館・吉野川めぐり・子ども科学館の最終入場（利用）は閉園30分前まで。
- 休園日 : 水曜日（祝日の場合は翌日） ※8月12日から15日までは休園しない。
- 利用料 : 一部有料。

### 交通
- 高松自動車道 板野インターチェンジから車で5分。
- 徳島自動車道 藍住インターチェンジから車で15分。
- JR四国 板野駅から車で5分。
- 徳島バス 徳島駅前より36分、板野駅より9分。